# Haplotaxidae
Famille
Les Haplotaxidae sont une famille de vers annélides oligochètes aux mœurs aquatiques.

## Liste des genres
Selon World Register of Marine Species (3 janvier 2019) :
- genre Adenodrilus Čekanovskaya, 1959
- genre Alphadrilus Brinkhurst, 1988
- genre Delaya Brinkhurst, 1988
- genre Dichaeta Friend, 1896
- genre Haplolumbriculus Omodeo, 1958
- genre Haplotaxis Hoffmeister, 1843
- genre Heterochaetella Yamaguchi, 1953
- genre Hologynus Brinkhurst, 1988
- genre Lumbricogordius
- genre Metataxis Righi, 1985
- genre Nemodrilus Claparède, 1862
- genre Pelodrilus Beddard, 1891
- genre Phreoryctes
- genre Phreoryctus Forbes, 1890
- genre Villiersia Omodeo, 1987